# 贝多芬故居 (克雷姆斯)
贝多芬故居（Beethoven-Haus）是一座博物馆，是路德维希·凡·贝多芬的故居，位于奥地利多瑙河畔克雷姆斯附近的格奈森多夫（Gneixendorf）村，城堡街（Schloßstraße）19号。它是奥地利文化遗产的一部分。
贝多芬故居目前开放几个房间作为私人博物馆提供预约参观。贝多芬住在二楼，包括四个房间，一个大走廊和一个相邻的钢琴室。房间里装饰着各种纪念品，还有作曲家生前使用的壁炉和灯具。 花园里有一块大石头，上面有贝多芬的铜像。
在这里，他创作了第13弦乐四重奏（作品130）新的终曲乐章。他最初打算把《大賦格》作为第13弦乐四重奏的终曲乐章，后来改名为《作品133》出版。
这所房子是他哥哥的。贝多芬带着他的侄子来到这里。1826年8月6日，他的侄子试图自杀，他们在那里留了几周，才进了医院。贝多芬接受了他哥哥的邀请留下来，在1826年9月25日至11月2日期间住在这所房子里。 贝多芬故居目前是奥地利文化遗产的一部分.